# Marquisat d'Acapulco

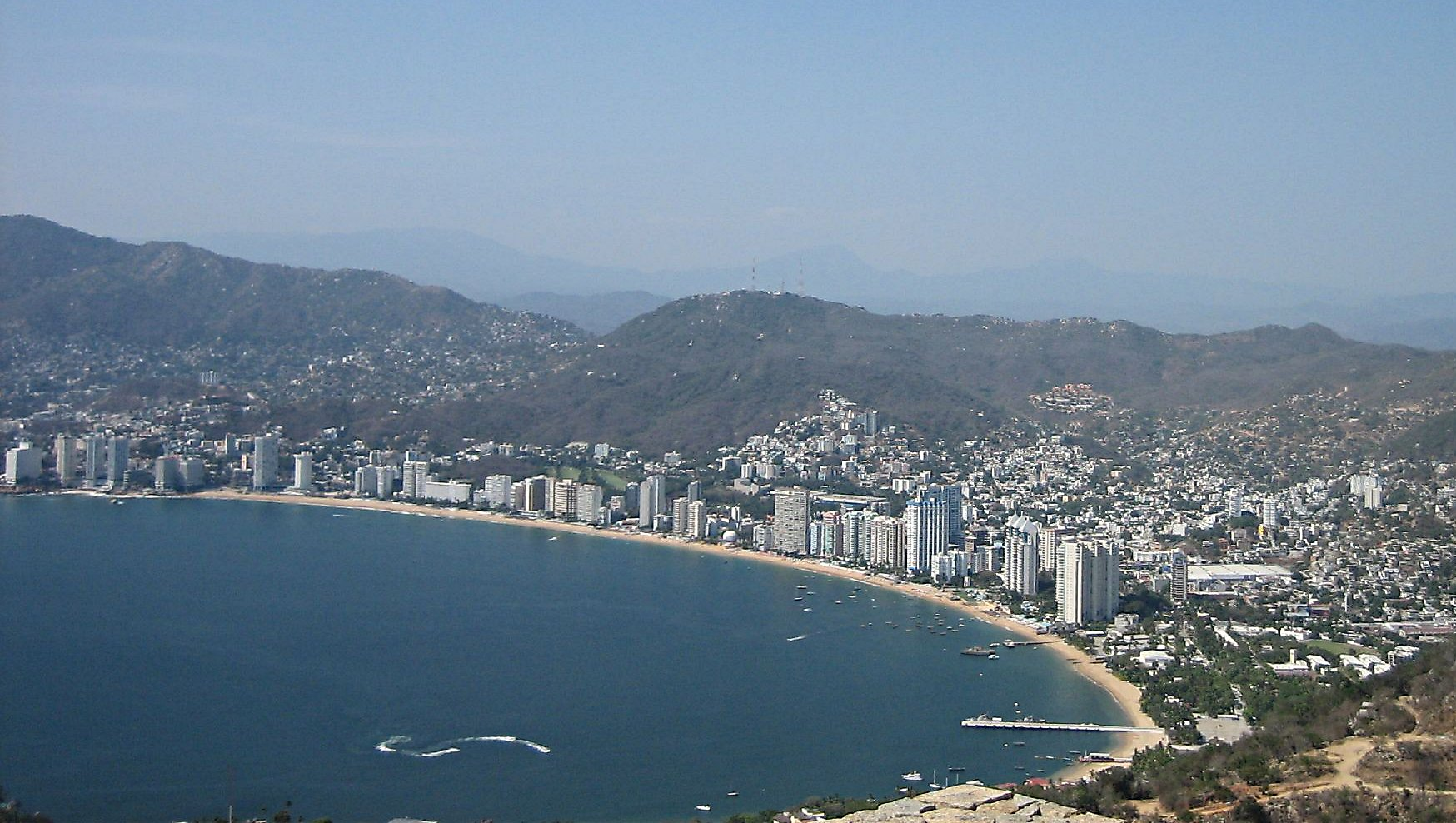
Vue de la baie d'Acapulco, au Mexique.

Le Marquisat d'Acapulco est un titre nobiliaire espagnol, créé le 18 novembre 1728, par le roi Felipe V, pour Gonzalo José Mesía de la Cerda y Valdivia.
Sa dénomination fait référence à la localité d'Acapulco, dans la côte occidentale du Mexique.

## Liste des marquis d'Acapulco
| Titulaire             | Période                                        |                       |
| Création par Felipe V | Création par Felipe V                          | Création par Felipe V |
| --------------------- | ---------------------------------------------- | --------------------- |
| I                     | Gonzalo Mesía de la Cerda y Valdivia           | 1728-                 |
| II                    | Gonzalo Mesiá de la Cerda y Pérez de Vargas    |                       |
| III                   | Antonio Mesía de la Cerda y Acuña              |                       |
| IV                    | Gonzalo Mesía de la Cerda y Beltrán de Calcedo |                       |
| V                     | Antonio Mesía de la Cerda y Beltrán de Caicedo |                       |
| VI                    | Pedro du Prado y Mesía de la Cerda             |                       |
| VII                   | Mariano del Prado y Marín                      | 1941-                 |
| VIII                  | Miguel Antonio del Prado y Lisboa              |                       |
| IX                    | Mariano del Prado y O'Neill                    |                       |
| X                     | Mariano del Prado y de Rúspoli                 |                       |
| XI                    | José Miguel del Prado y Narváez                | 1991-actuel titulaire |

## Généalogie
- Antonio Mesía de la Cerda y Beltrán de Caicedo, 5e marquis d'Acapulco. Marié avec María de la Concepción Coello de Portugal y Ramírez. Lui a succédé son fils :
  - Pedro del Prado y Mesía de la Cerda, 6e marquis d'Acapulco.

- Miguel Antonio del Prado y Lisboa, 8e marquis d'Acapulco. Marié avec María Luisa O'Neill y Salamanca.
- Mariano del Prado y O'Neill, 9e marquis d'Acapulco, 3e marquis des Ogíjares, 10e marquis de Caicedo, 3e marquis du Rincón de San Ildefonso, 2e comte de Buelna (par réhabilitation à sa faveur en 1928). Marié avec María de la Encarnación Rúspoli y Caro, fille de Carlos Rúspoli y Álvarez de Toledo, 3e duc de l'Alcúdia, 3e duc de Sueca, 17e comte de Chinchón (petite-fille de Carlota de Godoy y de Borbón) dont, qui lui succède son fils :
  - Mariano del Prado y de Rúspoli, 10e marquis d'Acapulco, 3e comte de Buelna. Marié avec Teresa Narváez y Melgar. Lui a succédé son fils :
    - José Miguel del Prado y Narváez, 11e marquis d'Acapulco, 4e comte de Buelna.